# Sterculia alexandri
Sterculia alexandri är en malvaväxtart som beskrevs av William Henry Harvey. Sterculia alexandri ingår i släktet Sterculia och familjen malvaväxter. Inga underarter finns listade i Catalogue of Life.